# ألان غريفيثز
ألان غريفيثز (18 سبتمبر 1957 في المملكة المتحدة - ) (بالإنجليزية: Alan Griffiths)‏ هو لاعب كريكت بريطاني. لعب مع المقاطعات الوطنية للكريكيت الإنجليزي والويلزي ‏ ونادي مقاطعة ستافوردشاير للكريكت ‏.

## وصلات خارجية
- ألان غريفيثز على موقع إي آس بي آن كريك إنفو (الإنجليزية)